# Шиаха (язык)
Шиаха (также известен как джениму, авью) (Jenimu, Oser, Siagha, Sjiagha, Syiagha, Yenimu) — папуасский язык, на котором говорят в провинции Папуа (округ Мерауке, ниже реки Дигул, севернее города Кеисак) в Индонезии.